# 象堡站 (倫敦地鐵)
象堡站（英語：Elephant & Castle tube station）是一個位於大倫敦中部南華克區象堡和紐因頓的一個倫敦地鐵車站。在北線上位於銀行支線上介乎肯寧頓站和自治市站之間，同時亦為貝克盧線的南行終點站，下一站為蘭貝斯北站。此站同時位於倫敦第1收費區和第2收費區。北線車站於1890年由城市及南倫敦鐵路啟用，而貝克盧線車站在16年後由貝克街及滑鐵盧鐵路啟用。此站與鄰近的象堡車站需出站轉乘。
1924年此站有一女嬰在此出生，也是第一個在倫敦地鐵內出生的嬰兒。貝克盧線建築一直維持至今，是典型的萊斯利·格林建築。北線建築曾經多次重建，直至現時建築於2003年啟用。倫敦交通局現時計劃將此站進行大規模改建。貝克盧線南延至坎伯韋爾早期已有規劃，並於1931年獲批，但從來未曾開工。類似的計劃也數度出現；2014年倫敦交通局舉行了延長至海斯站及貝肯納姆交匯站，但仍在考慮中。

## 現有車站

### 地理
象堡站位於倫敦中央南華克區紐因頓的象堡地區。車站同時位於倫敦第1和2收費區，在北線上屬於銀行支線，介於肯寧頓和自治市之間，同時是貝克盧線的南端總站，下一站是蘭貝斯北。車站在地面設有兩座建築物，分處於一個大交匯處的兩邊。北大樓提供前往貝克盧線最直接的通道，而南大樓則與北線較近。

### 車站大樓

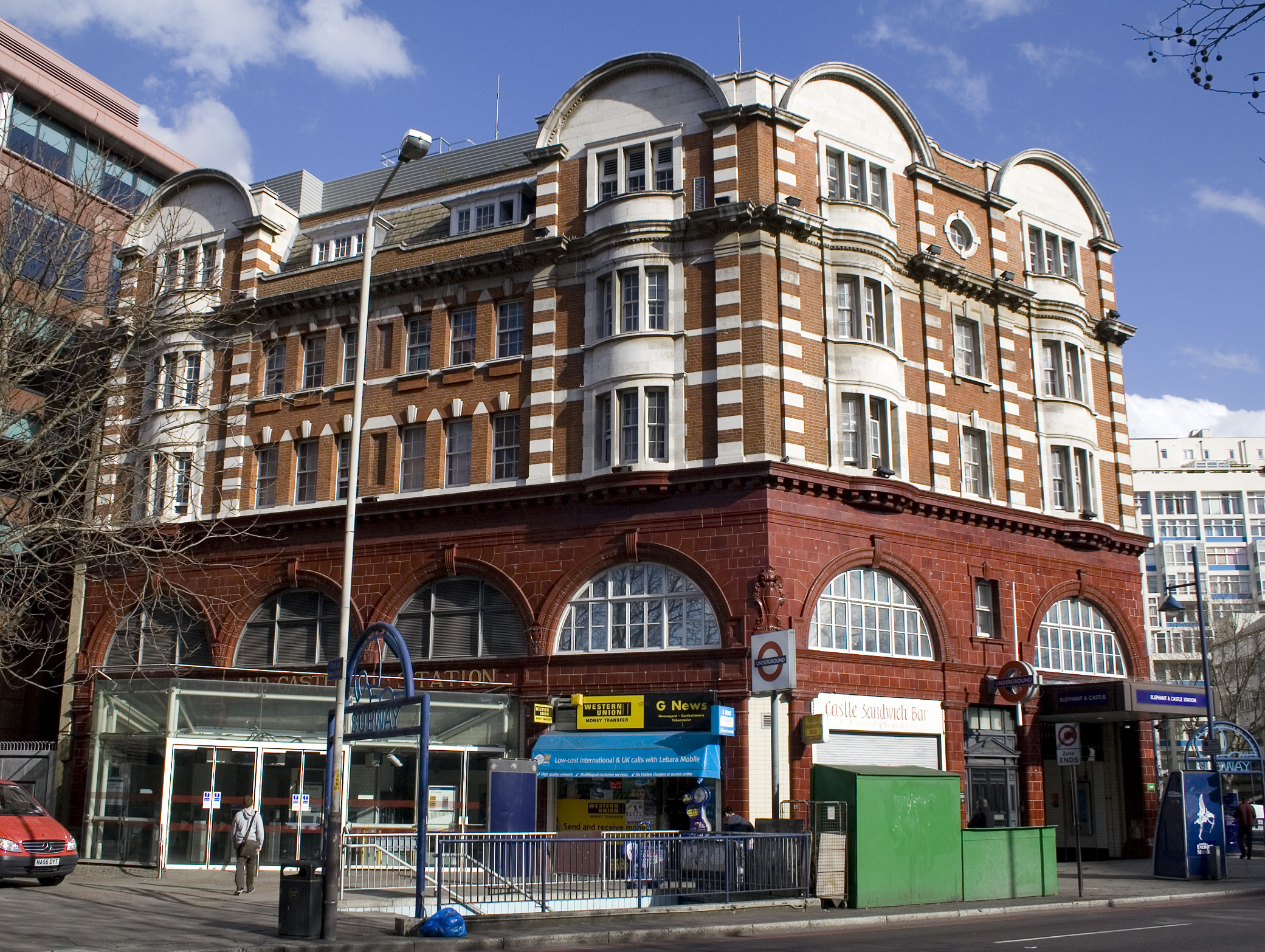
貝克盧線入口，顯示其設計特徵，最右邊設有商店和入口

途經原初大樓可到達較北面（貝克盧線）部分的車站，而出口則途經靠近斯基普頓屋的新延段。在入口和兩間商店之間是往南倫敦屋的入口，車站上方一個辦公室大廈。貝克街及滑鐵盧車站大樓一直保留原初興建時的樣貌，是典型萊斯利·格林結構。最主要的改動就是現代以玻璃側和玻璃頂的平屋頂延長鄰接原有的大樓西側，以接連6個拱門當中的3個。這些拱門採用典型深紅色陶器風格，形成原有邊線：當中兩拱是朝向街道的商店。由於車站同時作為車長的車廠，倫敦地鐵也使用車站上方的辦公室作為行政和安置車長之用。
城市及南倫敦鐵路由湯馬斯·菲利普斯·菲吉斯設計，風格接近肯寧頓站。在1920年代城市及南倫敦鐵路隧道現代化時部分重建，並在1960年代象堡購物中心和迴旋處興建時重建。21世紀初再度重建，於2003年12月12日重新開放。任何一幢大樓都沒有扶手電梯。前往任何一個票務廳前往月台都需要使用升降機或螺旋樓梯。南大樓設有升降機由地面直達南行北線月台，也是整個車站唯一無障礙通行的月台。
車站內部北行出口標時為「倫敦南岸大學」並在三角形校園的南端出土。南出口顯示為「購物中心」，亦可前往英國全國鐵路車站，亦設閘外轉乘，容許蠔卡以及非接觸式付費卡使用者轉車時視為同一程。

### 遺蹟特徵和翻新
北線的多色月台瓷磚在1920年代重建，以配合延長至莫登站。這些瓷磚在2006年重新複製以取代老舊的原有瓷磚。原初的城市及南倫敦鐵路瓷磚，可追溯至1890年北線月台隧道頂的遺蹟，儘管現時已經有新的電纜管理系統覆蓋。車站於2007年翻新。而貝克盧線月台原初的栗色和奶油色瓷磚則被蓋掉。由於照明、電纜和公共廣播的配置，無法將新的標誌改變高低位置，只可安裝在下層。

## 歷史

### 北線

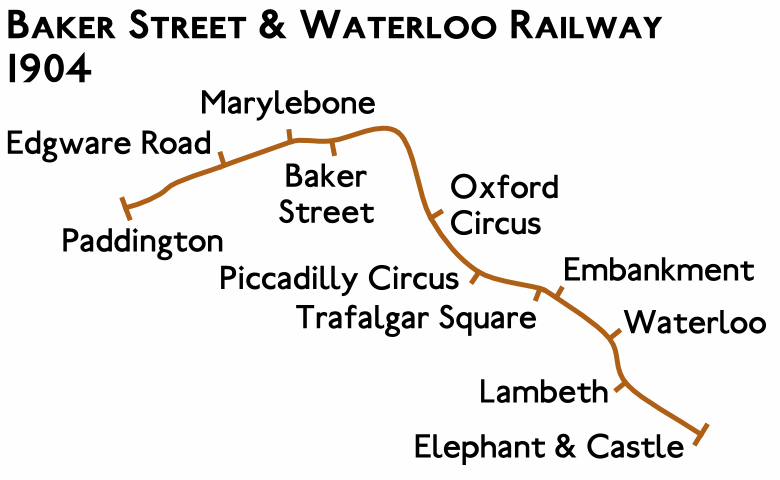
從帕丁頓到象堡的路線圖。

1883－86年之間，時為倫敦市及南華克地鐵的城市及南倫敦鐵路正在計劃一條路線，從威廉王街經象堡到斯托克韋爾及克拉珀姆公園。全線於1890年7月25日通車，而車站於1890年12月18日啟用，且是威廉王街至斯托克威爾之間第一條深層地鐵的車站。
1981年11月，城市及南倫敦鐵路承認介乎自治市站和威廉王街站之間的缺陷。最後選擇了一條新路線，採用另一對隧道以避開此段。自治市附近，新隧道分支前往倫敦橋並與主線車站形成轉成，再向北通過倫敦市前往安吉爾。計劃在延誤後於1893年8月24日獲批。法案同時包括了1893年另一個議案以爭取更多時間南延至克拉珀姆。新路線以及第一段北延線由自治市到沼澤門於1900年2月25日通車，同時威廉王街支線關閉。南延至克拉珀姆公園於1900年6月3日通車。而北延線其餘路段繼續施工，並於1901年11月17日開放。
1912年，中央及南倫敦鐵路提交另一個草案以擴大隧道的直徑以便採用更大、更現代化的列車，從而增加容量。兩項草案加起來將容許查令十字、尤斯頓及漢普斯泰德鐵路的列車在城市及南倫敦鐵路的軌道上營運，反之亦然，有效將兩條鐵路合併。而隧道的擴大計劃，直至第一次世界大戰後才重新開工，並在1919年2月延長時間獲批。沼澤門到克拉珀姆段於1924年12月1日重開，大約路線其餘部分的八個月後。

### 貝克盧線
1891年11月一項私人法案提請到英國國會，準備興建貝克街及滑鐵盧鐵路。鐵路計劃自馬里波恩站起全線位於地下經貝克街及滑鐵盧到象堡，並於1900年獲批。工程於1898年開工。1905年開始進行試車。貝克街及滑鐵盧鐵路第一段於貝克街及蘭貝斯北啟用。象堡站貝克街及滑鐵盧鐵路月台於1906年8月5日啟用，比路線其餘部分遲了近五個月。

### 事故
1923年11月27日早上，一個不穩定的隧道擴建工程的遺物於近自治市站留下，並因一列車撞上臨時支撐而於同日發生坍塌，令隧道充滿濕碎石。後來發生氣體爆炸，一條水管破裂並於街道中央留下一個洞。路線被一分為二，但於1923年11月28日完全關閉了。

## 服務

### 貝克盧線
目前，此站是貝克盧線的南端總站，向北經蘭貝斯北與滑鐵盧往女王公園、石橋公園與哈羅及威爾德斯通。列車頻率因時間而異，但截至2015年，在05:37至00:06北行通常每4至9分鐘一班，比北線稍為疏落。
一般班次如下：
- 每小時6班列車經女王公園及石橋公園往哈羅及威爾德斯通
- 每小時3班列車經女王公園往石橋公園
- 每小時5班列車往女王公園

### 北線

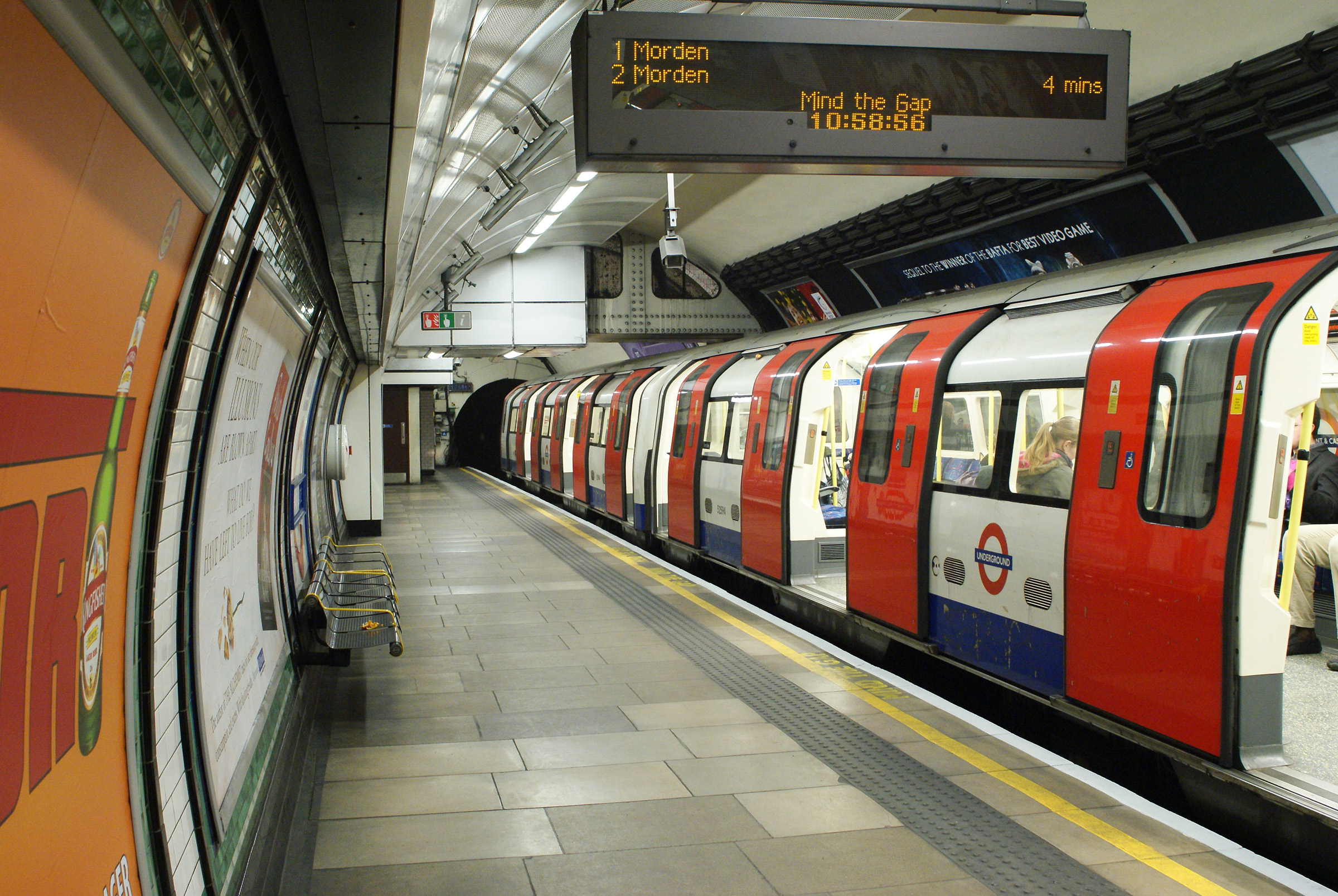
北線列車南行月台往南

北線上，此站位於銀行支線，北鄰車站為自治市，南鄰車站為肯寧頓。截至2015年1月，離峰時段班次如下：
- 每小時10班列車北行往高巴尼特[26][52]及埃奇韋爾[26][52]
- 每小時20班列車南行往莫登[26][53]

## 接駁交通
倫敦巴士1、12、35、40、45、53、63、68、100、133、136、148、155、168、171、172、176、188、196、333、343、344、360、363、415、453、468、C10、P5路，以及夜間路線N1、N35、N63、N68、N89、N133、N155、N171、N343路服務此站。此外，12、53、148、176、188、344及453提供24小時服務。

## 延伸閱讀
- Badsey-Ellis, Antony. . Capital Transport. 2005. ISBN 1-85414-293-3.
- Baxter, Mark; Lock, Darren. . Amberley Publishing. 2014. ISBN 1-44563-198-9.
- Day, John R; Reed, John. . Capital Transport. 2008 [1963]. ISBN 1-85414-316-6.
- Garland, Ken. . Capital Transport. 1994. ISBN 1-85414-168-6.
- Horne, Mike. . Capital Transport. 2001. ISBN 1-85414-248-8.
- Wolmar, Christian. . Atlantic Books. 2005 [2004]. ISBN 1-84354-023-1.

## 外部連結
- 倫敦交通博物館圖片擷取（页面存档备份，存于）
  - 1914年原初城市及南倫敦鐵路車站
  - 1925年城市及南倫敦鐵路新站前面
  - 1966年新的北線車站大樓
  - 1925年貝克盧線車站